# Steen Tinning
Steen Tinning (Kopenhagen, 7 oktober 1962) is een professional golfer uit Denemarken.

## Amateur
Als kind kreeg Steen les van zijn vader Sven. Van 1977-1985 speelde hij in de nationale selectie. Hij studeerde aan de Universiteit van Texas.

#### Gewonnen
- 1983: Danish Amateur Close Championship
- 1984: Scandinavian Open Amateur Championship

#### Teams
- Eisenhower Trophy: 1982, 1984

## Professional
Steen Tinning werd in 1985 professional. Hij speelde van 1996 - 2003 op de Europese Tour, en verloor zijn kaart in al die jaren slechts eenmaal, in 1996.
Op 30 maart 1990 raakte Tinning en zijn vrouw Anne 's avonds betrokken bij een auto ongeval op de autobahn bij Freiburg. Negen auto's reden op elkaar in nadat iemand in slaap was gevallen, twee mensen overleden. Steen en Anne overleefden het ongeluk, maar zijn arm was uit de kom geschoten en 18 maanden kon hij geen golfbal slaan. 
In 1996 verloor hij zijn spelerskaart voor de Europese Tour zodat hij in 1997 op de Challenge Tour speelde. Hij eindigde op de 8ste plaats, zodat hij in 1998 weer op de Europese Tour zat. In 1999 brak hij zijn duim, doordat een amateur hem met zijn driver raakte; zeven weken later speelde hij weer. 
Tinning begon samen te werken met Arnie Nielsson, een Deense kano kampioen, om de mentale kant van zijn spel te verbeteren. In 2000 won hij het eerste Wales Open op Celtic Manor en twee jaar later won hij het Madrid Open.
In 2003 kondigde hij aan dat hij zou stoppen met het spelen van toernooien, maar sinds 2013 speelt hij op de Europese Senior Tour, waar hij als rookie al twee overwinningen behaalde.

#### Gewonnen
Europese Tour
- 2000: Wales Open
- 2002: Telefonica Open de Madrid

Nordic League
- 2012: Samsø Classic

Senior Tour
- 2013: Berenberg Masters, English Senior Open

#### Teams
- Alfred Dunhill Cup: 1988
- World Cup: 1987, 1988, 1989, 1990, 1993, 1994, 1995